# Luftangriffe auf Salzburg
Die Luftangriffe auf Salzburg während des Zweiten Weltkrieges begannen 1944. Bis dahin waren, im Gegensatz zu der Mehrzahl der Städte im Deutschen Reich, Salzburg, Wien und die meisten anderen Städte Österreichs (damals Alpen- und Donau-Reichsgaue) vom Luftkrieg nicht betroffen, da sie außerhalb der Reichweite alliierter Bomberflotten lagen. Eine Ausnahme bildete Wiener Neustadt, das wegen seiner Rüstungsindustrie bereits im August 1943 von der 9. US-Luftflotte mit hohem Risiko von Stützpunkten in Nordafrika aus bombardiert worden war. Bei den insgesamt 15 Angriffen auf Salzburg von Oktober 1944 bis Anfang Mai 1945 kamen 547 Menschen ums Leben.
Nach der Landung der Westalliierten in Süditalien konnten im Zuge des Italienfeldzugs die 15. US-Luftflotte sowie Einheiten der britischen Royal Air Force im Herbst 1943 bei Foggia stationiert werden. Damit geriet auch Salzburg in die Reichweite alliierter Bomber. Erste Aufklärungsflüge der US Army Air Forces (USAAF) zur Erkundung möglicher Ziele begannen Anfang 1944 und lösten Luftalarm aus. Als strategisches Ziel galten insbesondere die Bahnanlagen der BBÖ (damals Teil der Deutschen Reichsbahn) in Salzburg. Diese waren bedeutsam für den Nachschub der Wehrmacht, die in Norditalien eine befestigte Linie, die „Gotenstellung“, aufgebaut hatte. 
Insgesamt hatte es 153 mal Fliegeralarm (Vollalarm) gegeben, der erste war am 8. April 1942 ausgelöst worden.
Der erste Luftangriff auf Salzburg am 16. Oktober 1944 war auch der schwerste. Zielgebiet war die historische Altstadt. Obwohl Gauleiter Gustav Adolf Scheel bereits ab 1943 Stollen in die Stadtberge hatte treiben lassen, die als sichere Luftschutzbunker dienten, starben 245 Personen; der Luftalarm war als Fehlalarm gedeutet worden und nur wenige hatten in den Bunkern Schutz gesucht.
Stark beschädigt oder zerstört wurden:
- die Kuppel des Salzburger Doms
- das Kaiviertel
- das Bürgerspital[2]
- die Bürgerspitalkirche St. Blasius
- das Museum Carolino Augusteum
- Mozarts Wohnhaus
- weite Areale um den Salzburger Hauptbahnhof

146 Gebäude waren vollständig, 73 schwer, 90 mittelschwer und 210 leicht zerstört worden.
2.362 Menschen wurden obdachlos. Aus den Trümmern konnten 129 Menschen lebend geborgen werden.
In und um Salzburg waren schwere Flakbatterien stationiert. Deshalb griffen die US-Bomber stets aus großer Höhe von 6.500 bis 8.000 Metern an. Aufgrund dieser großen Abwurfhöhen verfehlten viele Bomben ihr Ziel, den Bahnhof und die Bahnstrecken und gingen im gesamten Stadtgebiet nieder. Bis Kriegsende wurden dadurch rund 46 % aller Gebäude beschädigt oder zerstört. Dies entsprach rund 7.600 Wohnungen. 14.563 Menschen wurden obdachlos. Für die Bergungen und Räumungen unter Lebensgefahr wurden auch Jugendliche ab 15 Jahren sowie Bombensuchkommandos aus KZ-Häftlingen eingesetzt. Ab 1945 erfolgten auch Luftangriffe auf kleinere Orte in der Umgebung Salzburgs. So auf Grödig, Hallein, Bischofshofen und Schwarzach. Am 1. Mai 1945 war der letzte Luftangriff auf Salzburg. 
Durch die kampflose Übergabe der Stadt durch Oberst Hans Lepperdinger an die US Army am 4. Mai 1945 (vier Tage vor der bedingungslosen Kapitulation der Wehrmacht) konnten weitere Schäden verhindert werden. Der Wiederaufbau der Stadt dauerte 15 Jahre.
Schätzungsweise 10 bis 15 Prozent der abgeworfenen Bomben waren Blindgänger, darunter viele mit Langzeitzünder. Bis in die heutige Zeit werden besonders bei Tiefbauarbeiten im zentralen Stadtgebiet nicht detonierte Sprengbomben entdeckt, die der Entminungsdienst des Bundesheeres entschärfen muss. Bei einem dieser Einsätze detonierte am 17. Juli 2003 im Ortsteil Schallmoos eine US-Fliegerbombe vom Typ GP 500 (ca. 240 kg). Zwei Sprengmeister kamen ums Leben und zwei weitere Personen wurden schwer verletzt.